# Děhylov
Děhylov – wieś w Czechach, w kraju morawsko-śląskim, w okresie Opawa. Według danych z dnia 1 stycznia 2010 liczyła 683 mieszkańców.
Leży na przedpolu Niskiego Jesionika otoczona granicami miast Ostrawa (na południu) i Hlučín (na północnym brzegu Opawy). We wsi znajduje się stacja kolejowa Děhylov.
Děhylov po raz pierwszy wzmiankowano w 1434 jako z Diehilowa. W miejscowej gwarze laskiej nazwa wymawiana była jako Dž'el(i)hov (Dzielihow) wywodzi się od rekonstruowanego imienia *Děh(y)l, co jednak nie jest do końca pewne i w jakim stopniu etymologia jest zbieżna z leżącymi dziś w Polsce Dzielowem i Dzięgielowem, których czeskie nazwy to również Děhylov.
W latach 1979 do 1990 przyłączona do miasta Hlučín.